# Saint-Aubin-sur-Scie
Saint-Aubin-sur-Scie és un municipi francès situat al departament del Sena Marítim i a la regió de Normandia. L'any 2007 tenia 1.208 habitants.

## Demografia

### Població
El 2007 la població de fet de Saint-Aubin-sur-Scie era de 1.208 persones. Hi havia 452 famílies de les quals 84 eren unipersonals (32 homes vivint sols i 52 dones vivint soles), 176 parelles sense fills, 184 parelles amb fills i 8 famílies monoparentals amb fills.
La població ha evolucionat segons el següent gràfic:
Habitants censats

### Habitatges
El 2007 hi havia 484 habitatges, 455 eren l'habitatge principal de la família, 12 eren segones residències i 16 estaven desocupats. 423 eren cases i 49 eren apartaments. Dels 455 habitatges principals, 316 estaven ocupats pels seus propietaris, 111 estaven llogats i ocupats pels llogaters i 28 estaven cedits a títol gratuït; 7 tenien una cambra, 16 en tenien dues, 69 en tenien tres, 143 en tenien quatre i 220 en tenien cinc o més. 337 habitatges disposaven pel capbaix d'una plaça de pàrquing. A 215 habitatges hi havia un automòbil i a 204 n'hi havia dos o més.

### Piràmide de població
La piràmide de població per edats i sexe el 2009 era:
| Homes | Edats   | Dones |
| ----- | ------- | ----- |
| 0     | 95 o +  | 0     |
| 4     | 90 a 94 | 0     |
| 12    | 85 a 89 | 4     |
| 0     | 80 a 84 | 12    |
| 0     | 75 a 79 | 24    |
| 20    | 70 a 74 | 8     |
| 44    | 65 a 69 | 20    |
| 40    | 60 a 64 | 48    |
| 16    | 55 a 59 | 40    |
| 44    | 50 a 54 | 40    |
| 56    | 45 a 49 | 40    |
| 60    | 40 a 44 | 64    |
| 32    | 35 a 39 | 40    |
| 36    | 30 a 34 | 28    |
| 20    | 25 a 29 | 32    |
| 36    | 20 a 24 | 28    |
| 56    | 15 a 19 | 72    |
| 24    | 10 a 14 | 28    |
| 40    | 5 a 9   | 24    |
| 16    | 0 a 4   | 28    |

## Economia
El 2007 la població en edat de treballar era de 811 persones, 542 eren actives i 269 eren inactives. De les 542 persones actives 480 estaven ocupades (275 homes i 205 dones) i 62 estaven aturades (28 homes i 34 dones). De les 269 persones inactives 74 estaven jubilades, 113 estaven estudiant i 82 estaven classificades com a «altres inactius».

### Ingressos
El 2009 a Saint-Aubin-sur-Scie hi havia 442 unitats fiscals que integraven 1.170 persones, la mediana anual d'ingressos fiscals per persona era de 18.483 €.

### Activitats econòmiques
Dels 102 establiments que hi havia el 2007, 7 eren d'empreses de construcció, 17 d'empreses de comerç i reparació d'automòbils, 2 d'empreses de transport, 7 d'empreses d'hostatgeria i restauració, 1 d'una empresa d'informació i comunicació, 3 d'empreses financeres, 4 d'empreses immobiliàries, 16 d'empreses de serveis, 44 d'entitats de l'administració pública i 1 d'una empresa classificada com a «altres activitats de serveis».
Dels 14 establiments de servei als particulars que hi havia el 2009, 2 eren tallers de reparació d'automòbils i de material agrícola, 1 taller d'inspecció tècnica de vehicles, 1 autoescola, 1 paleta, 2 guixaires pintors, 2 fusteries, 1 lampisteria, 3 veterinaris i 1 restaurant.
Dels 8 establiments comercials que hi havia el 2009, 1 era un hipermercat, 1 una llibreria, 3 botigues de mobles, 1 una botiga de material de revestiment de parets i terra i 2 floristeries.
L'any 2000 a Saint-Aubin-sur-Scie hi havia 11 explotacions agrícoles que ocupaven un total de 584 hectàrees.

## Equipaments sanitaris i escolars
El 2009 hi havia 1 hospital de tractaments de curta durada, 1 hospital de tractaments de mitja durada (seguiment i rehabilitació i 1 maternitat.
El 2009 hi havia 1 escola maternal integrada dins d'un grup escolar amb les comunes properes formant una escola dispersa i 1 escola elemental integrada dins d'un grup escolar amb les comunes properes formant una escola dispersa.

## Poblacions més properes
El següent diagrama mostra les poblacions més properes.